# Lucius Petronius Tertius

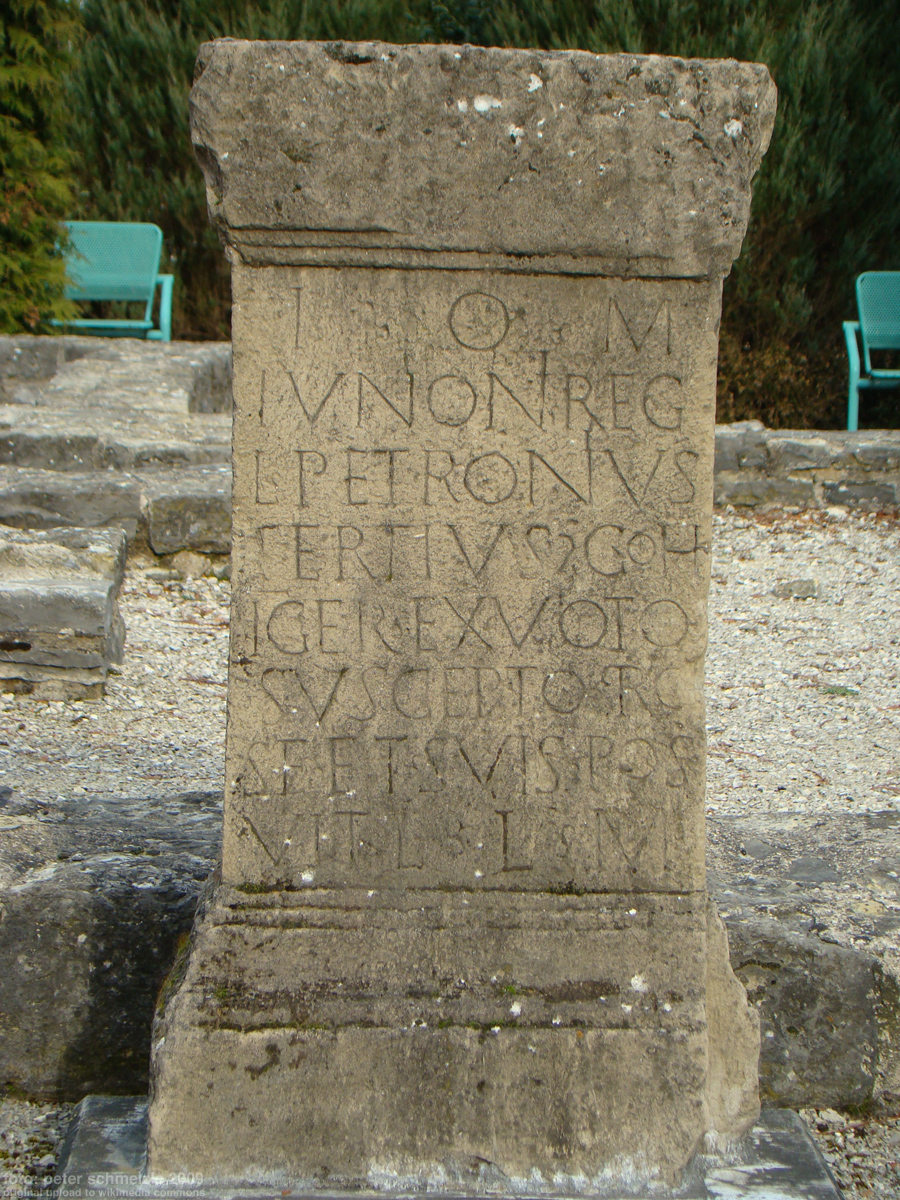
Die Inschrift

Lucius Petronius Tertius war ein im 2. Jahrhundert n. Chr. lebender Angehöriger der römischen Armee.
Durch eine Inschrift, die beim Kastell Jagsthausen gefunden wurde und die auf 151/200 datiert wird, ist belegt, dass Tertius Centurio in der Cohors I Germanorum war, die zu diesem Zeitpunkt in der Provinz Germania superior stationiert war.